# Cybosia albida
Cybosia albida là một loài bướm đêm thuộc phân họ Arctiinae, họ Erebidae.